# Paz Esteban López
Paz Esteban López (nascuda l'any 1958) és una funcionària espanyola, que ha estat directora del Centre Nacional d'Intel·ligència (CNI) des del 5 de febrer de 2020, fins al maig del 2022, un càrrec que ocupà interinament a partir del 6 de juliol de 2019, sent la primera dona que l'exercia fins aleshores. Fou prèviament la secretària general del CNI, així com directora del Gabinet Tècnic del Director del CNI entre 2010 i 2017.

## Biografia
Nascuda l'any 1958, es llicencià en Filosofia i Lletres per la Universitat Autònoma de Madrid. Ingressà al Centre Superior d'Informació de la Defensa (CESID) el 1983, durant el mandat del general Emilio Alonso Manglano. S'especialitzà en intel·ligència exterior, encara que mai exercí com a agent de camp. Els seus primers treballs dins del servei d'intel·ligència foren la realització d'informes sobre la permanència d'Espanya a l'OTAN, abans del referèndum de 1985.
Fins al 2004 exercí càrrecs enfocats a la intel·ligència exterior i, a partir d'aquell any, ascendí a òrgans directius. L'any 2010 el director Sanz Roldán la nomenà cap del seu Gabinet Tècnic, càrrec que exercí fins al juny de 2017, després de la dimissió de Beatriz Méndez de Vigo, quan el Consell de Ministres espanyol la nomenà secretària general del CNI, el segon càrrec més alt després del propi director.
Després del final del mandat del general Félix Sanz Roldán al capdavant del CNI, assumí de forma interina la direcció del servei d'intel·ligència, sent la primera dona a ocupar aquesta posició.
El 30 de gener 2020 s'anuncià que seria la nova directora. Fou oficialment nomenada el 5 de febrer i jurà el càrrec el 10 de febrer. Després de cessar com a secretària general, el 19 de febrer, el govern espanyol nomenà a Arturo Relanzón Sánchez-Gabriel com a substitut, el segon càrrec de major importància dins del CNI, i d'aquesta forma fou el primer home que ocupà aquesta posició.
El 10 de maig de 2022 fou destituïda per l'espionatge amb Pegasus a destacats sobiranistes catalans i també a membres del govern espanyol, en el que es coneixeria com a CatalanGate. El mateix CNI va espiar almenys a 18 independentistes, i la mateixa Paz Esteban havia comparegut davant la comissió de secrets oficials del Congrés per donar explicacions sobre els espionatges. Fou substituïda per Esperanza Casteleiro. El 2024 va comparèixer al Tribunal Suprem per aclarir l’espionatge amb Pegasus al president català, Pere Aragonès, i no va declarar apel·lant a la llei de secrets oficials.